# 大松美術館
大松美術館（おおまつびじゅつかん、Ohmatsu Art Museum）は、かつて岐阜県羽島郡岐南町に存在した、私立の美術館である。1991年（平成3年）6月に開館し、2009年（平成21年）3月29日に閉館した。
建物は2021年（令和3年）時点では現存し、所蔵品の保管場所となっている。

## 概要
1991年（平成3年）6月開館。岐阜プラスチック工業の創業者・大松幸栄が生前収集していた絵画、茶道具、陶磁器を中心に展示された。館長は幸栄夫人・大松節子が務めたが、節子が高齢となり後継者がいないこともあり2009年（平成21年）3月に閉館された。所蔵品は売却されずに保管されることになった。2012年（平成24年）に岐阜県を中心に開催された国民体育大会ぎふ清流国体の開催期間に合わせる形で9月28日から10月7日まで特別開館した。
建物は鉄筋コンクリート造2階建（地下1階）、延べ床面積880m2
- 1F：展示室、ロビー、事務室
- 2F：展示室、ギャラリー
- B1F：多目的ホール

数寄屋造の茶室「松翠庵」が併設。
近代日本画、安土桃山時代～明治時代の茶道具など、約1,300点を所蔵する。
日本画は、横山大観、川合玉堂、上村松園、前田青邨などを展示する。

## 所在地
- 岐阜県羽島郡岐南町みやまち4-34-1
  - 国道21号（岐大バイパス）徳田ICより自動車で約2分。
  - 名鉄名古屋本線 岐南駅より徒歩で約5分。

## 開館時間・休館日
開館時間
- 午前10時00分～午後5時00分

休館日
- 月曜日（月曜が祝日の場合はその翌日）
- 年末年始

## 入場料
- 大人：700円
- 学生：500円